# Motorische eindplaat

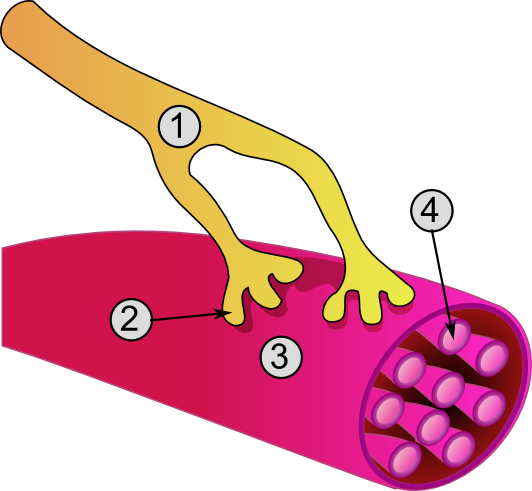
1. Axon
2. Motorische eindplaat
3. Spiervezel
4. Myofibril

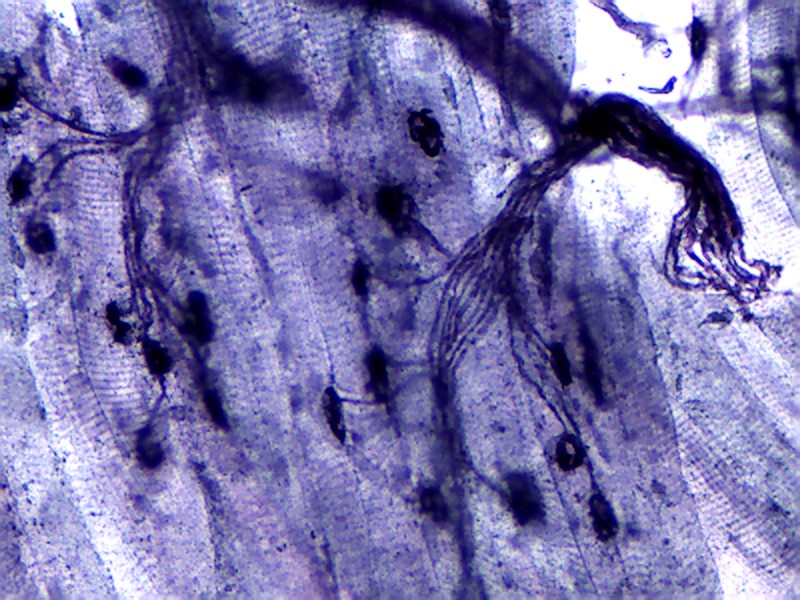
Vertakkingen van een axon van een motorische zenuwcel naar een motorische eindplaat op een spiervezel

De motorische eindplaat (Latijn: terminatio neuromuscularis) is het presynaptisch onderdeel van de neuromusculaire overgang. Dit is een synaps die zich bevindt op de overgang tussen spiercellen en motorische zenuwvezels, en die zorgt dat het zenuwsignaal wordt omgezet in een signaal waardoor de spier gaat samentrekken. 

## Anatomie
Een motorisch axon splitst zich nabij zijn bestemming in een aantal takken (telodendria) die stuk voor stuk contact maken met de spiercelmembraan. Een groep spiervezels die door 1 axon wordt bediend heet een motorische eenheid (motor unit). De grootte van een motorische eenheid varieert tussen 1 en 100 spiervezels. De afzonderlijke contactplaatsen zijn de neuromusculaire overgangen (junctions). Ze bestaan uit kleine gebiedjes waar de celmembranen van zenuw- en spiercel vlak bij elkaar liggen en waar zich speciale eiwitten in beide membranen bevinden.

## Werking
Als er via de zenuwvezel een actiepotentiaal aan de overgang arriveert stromen er calciumionen uit de extracellulaire vloeistof in de uitloper van de zenuwcel naar binnen en binden zich aan bepaalde intracellulaire eiwitten. Hierdoor binden zich met neurotransmitter gevulde blaasjes van de binnenkant aan de celmembraan en geven hun inhoud (acetylcholine) naar buiten toe af. 
De acetylcholine bindt zich dan weer aan de nicotinische acetylcholinereceptors van de motorische eindplaat (dus onderdeel van het aldaar geplooide sarcolemma), die bestaan uit kanaaleiwitten die als er acetylcholine aan bindt open gaan staan, waardoor natriumionen in de spiercel naar binnen en kaliumionen naar buiten stromen. Er gaat meer natrium naar binnen dan kalium naar buiten, waardoor de natrium spanningsafhankelijk kanalen open gaan staan en er uiteindelijk een lokale eindplaatpotentiaal (EPP) ontstaat, die zich verspreidt over de spiercel en in de transverse tubuli, waardoor weer calciumionen uit het sarcoplasmatisch reticulum vrijkomen waardoor de spiercontractie wordt gestart. 
De acetylcholine in de synapsspleet wordt intussen afgebroken door acetylcholinesterase waardoor het systeem weer gereed gemaakt wordt voor een nieuwe prikkeling.

## Farmacologische beïnvloeding
Er is een groot aantal krachtige vergiften en geneesmiddelen bekend die invloed uitoefenen op deze neuromusculaire overgang, bijvoorbeeld botuline, curare, succinylcholine en zenuwgassen. Deze invloed kan b.v. bestaan uit het zelf bezetten van de acetylcholinereceptor, deze daarbij wel of juist niet stimulerend, of het blokkeren van het enzym acetylcholinesterase. Hierdoor ontstaan slappe of krampende verlammingen.

## Ziekten
Bij de ziekte myasthenia gravis maakt het lichaam antistoffen tegen bepaalde bestanddelen van de motorische eindplaat, waardoor deze niet goed meer werkt.